# Aaron Hill (Schauspieler)
Aaron Hill (* 23. April 1983 in Santa Clara, Kalifornien) ist ein US-amerikanischer Schauspieler. Bekanntheit erlangte er vor allem durch seine Rolle als Beaver aus der Serie Greek.

## Leben und Karriere
Aaron Hill stammt aus Santa Clara in Kalifornien und wuchs in der Stadt Clovis auf, wo er die örtliche High School besuchte. Seit 2001 ist er als Schauspieler aktiv. Seine erste Rolle vor der Kamera übernahm er bei einem Gastauftritt in der Serie The Brothers Garcia. Danach übernahm er eine kleine Rolle in Malcolm mittendrin und zudem eine Hauptrolle in der Sitcom Lost at Home, die allerdings nach nur sechs Episoden wieder eingestellt wurde. Anschließend trat er bis 2009 in den Serien Polizeibericht Los Angeles, Still Standing, Gilmore Girls, Drake & Josh, Shark, Hannah Montana, Mad Men, Breaking Bad, Cold Case – Kein Opfer ist je vergessen, CSI: Miami und How I Met Your Mother in Gastrollen auf. Im Jahr 2009 trat er in einer kleinen Rolle im Film Transformers – Die Rache auf. 
Seine bislang größte Rolle spielte Hill in der Serie Greek, in der während der gesamten Laufzeit von 2007 bis 2011, in mehr als 60 Episoden auftrat. Nach dieser Rolle folgten Auftritte in CSI: Vegas, Criminal Minds, im Horrorfilm Creature, in Glee, CSI: NY, Perception, Rizzoli & Isles, Navy CIS: L.A., Castle, Franklin & Bash, Navy CIS, Supernatural, The Middle und Baskets. Von 2013 bis 2014 war Hill als Eddie Garrett in der Serie Twisted in einer Nebenrolle zu sehen. 2014 spielte er eine kleine Rolle im Football-Drama Draft Day. 2015 trat er in Jonathan Levines Filmkomödie Die Highligen Drei Könige als Tommy Owens auf. 
Hill und seine Frau Chelsea sind seit 2015 Eltern einer Tochter.

## Filmografie (Auswahl)
- 2001: The Brothers Garcia (Fernsehserie, 2x07)
- 2002: Malcolm mittendrin (Malcolm in the Middle, Fernsehserie, 2 Episoden)
- 2003: Lost at Home (Fernsehserie, 6 Episoden)
- 2003: Polizeibericht Los Angeles (Dragnet, Fernsehserie, Episode 2x01)
- 2003: Still Standing (Fernsehserie, Episode 2x08)
- 2004: Gilmore Girls (Fernsehserie, Episode 4x14)
- 2004: Drake & Josh (Fernsehserie, Episode 2x04)
- 2006: Shark (Fernsehserie, Episode 1x05)
- 2006: The Class (Fernsehserie, Episode 1x10)
- 2006–2011: Greek (Fernsehserie, 64 Episoden)
- 2007: Hannah Montana (Fernsehserie, Episode 2x11)
- 2007: Mad Men (Fernsehserie, Episode 1x11)
- 2008: Breaking Bad (Fernsehserie, Episode 1x01)
- 2008: Foreign Exchange
- 2008: Cold Case – Kein Opfer ist je vergessen (Cold Case, Fernsehserie, Episode 6x01)
- 2008: CSI: Miami (Fernsehserie, Episode 7x04)
- 2009: How I Met Your Mother (Fernsehserie, Episode 4x18)
- 2009: Transformers – Die Rache (Transformers: Revenge of the Fallen)
- 2010: Community (Fernsehserie, Episode 1x22)
- 2010: Perfect Combination
- 2010: Party Down (Fernsehserie, Episode 2x09)
- 2010: Sonny Munroe (Fernsehserie, Episode 2x16)
- 2011: CSI: Vegas (CSI: Crime Scene Investigation, Fernsehserie, Episode 11x19)
- 2011: Liebe gewinnt (A Warrior's Heart)
- 2011: Creature
- 2011: Criminal Minds (Fernsehserie, Episode 7x04)
- 2012: Glee (Fernsehserie, 2 Episoden)
- 2012: Fairly Legal (Fernsehserie, Episode 2x03)
- 2012: CSI: NY (Fernsehserie, Episode 8x14)
- 2012: Perception (Fernsehserie, Episode 1x08)
- 2012: Rizzoli & Isles (Fernsehserie, Episode 3x12)
- 2012: Navy CIS: L.A. (NCIS: Los Angeles, Fernsehserie, Episode 4x10)
- 2013: Lost on Purpose
- 2013: Castle (Fernsehserie, Episode 5x20)
- 2013: Franklin & Bash (Fernsehserie, Episode 3x07)
- 2013: Baby Daddy (Fernsehserie, Episode 2x13)
- 2013–2014: Twisted (Fernsehserie, 11 Episoden)
- 2014: Navy CIS (NCSI, Fernsehserie, Episode 11x19)
- 2014: Draft Day – Tag der Entscheidung (Draft Day)
- 2014: A Perfect Christmas List (Fernsehfilm)
- 2015: Supernatural (Fernsehserie, Episode 11x01)
- 2015: Die Highligen Drei Könige (The Night Before)
- 2016: Get a Job
- 2016: Home
- 2016–2017: The Middle (Fernsehserie, 2 Episoden)
- 2016–2017: Baskets (Fernsehserie, 3 Episoden)
- 2018: Virginia Minnesota